# Страх высоты (фильм, 1975)
Страх высоты — советский художественный драматический фильм, снятый в 1975 году режиссёром Александром Суриным по одноимённому произведению писателя Павла Шестакова «Страх высоты» (1969).

## Сюжет
Молодой учёный Антон Тихомиров выпал из окна своей квартиры наутро после защиты диссертации. Версия самоубийства не подтверждается всеми, кто знал учёного, которому были присущи страх высоты и жизнелюбие. Загадочная смерть Тихомирова ставит перед следователем Игорем Мазиным множество трудных вопросов, и следователю становится очевидным, что путь к пониманию произошедшего лежит через знакомых и друзей. Мазин допрашивает и бывшую жену умершего Ирину, и невесту Светлану Мешкову, и друга-коллегу Илью Рождественского, и профессора Владимира Дягилева, и бывшую возлюбленную Инну Кротову.
После осмотра квартиры Антона Тихомирова следователь приходит к выводу: перед смертью учёного в квартире находился ещё один человек. Возникает версия убийства, и для подтверждения или опровержения её Мазину нужно собрать неопровержимые доказательства. Он начинает углубляться в учёную среду, и в ходе расследования устанавливает, что диссертация Тихомирова по сути является плагиатом работ умершего учёного Кротова, которые ему передала его дочь Инна, бывшая на тот момент возлюбленной Тихомирова.
Фильм поднял проблему плагиата в научной среде. Следователь Мазин в конце фильма приходит к выводу, что падение Тихомирова началось раньше этого трагического случая.
Фильм был снят в Ростове-на-Дону.

## В ролях
- Анатолий Папанов — Игорь Мазин, следователь
- Ирина Мирошниченко — Инна Кротова, бывшая возлюбленная Тихомирова
- Андрей Мягков — Антон Дмитриевич Тихомиров, молодой учёный
- Владимир Зельдин — Дягилев, профессор и научный руководитель Тихомирова
- Жанна Прохоренко — Ирина Тихомирова, бывшая жена Тихомирова
- Альберт Филозов — Илья Рождественский, друг детства и коллега Тихомирова
- Ирина Резникова — Светлана Мешкова, невеста Тихомирова

## Съёмочная группа
- Режиссёр: Александр Сурин
- Автор сценария: Павел Шестаков
- Композитор: Эдуард Артемьев
- Художник-постановщик: Владимир Филиппов
- Звукорежиссёр: Вениамин Киршенбаум
- Оператор-постановщик: Игорь Гелейн, Юрий Невский

## Критика
По словам В. Михайлина и Г. Беляевой, снятый А. В. Суриным в 1975 г. мало замеченный фильм «Страх высоты» показывает Андрея Мягкова в совершенно неожиданной для этого артиста — с точки зрения советской публики — роли мерзавца и карьериста. Несмотря на «правоверный» финальный аккорд в духе поговорки про Бога, который не Ерошка, сама картина построена прежде всего вокруг тезиса о тщетности человеческих усилий, которая могла бы быть поводом для сарказма, если бы непреоборимая вера человека в собственные силы не превращала её в повод для трагедии. Впрочем, трагедии нарочито маленькой и нелепой..